# Santorini (gioco)
Santorini è un gioco da tavolo astratto ideato nel 1985 da Gordon Hamilton a cui possono partecipare da 2 a 4 giocatori, anche se principalmente è pensato per 2 giocatori soltanto.

## Regole
Ciascun giocatore manovra 2 lavoratori su una scacchiera 5x5. L'apertura consiste nel posizionare i propri due lavoratori a piacere su due caselle vuote della scacchiera. Successivamente, a turno, ogni giocatore effettua obbligatoriamente entrambe le seguenti azioni in sequenza:
- spostare uno dei propri lavoratori su una casella adiacente;
- costruire un piano di un edificio su una casella adiacente a quella in cui ha spostato il lavoratore; il quarto e ultimo piano è denominato "cupola".

È consentito spostare un lavoratore salendo di un solo piano, restando allo stesso livello o scendendo a piacere; non è possibile inoltre occupare una casella o costruirvi un piano se vi è presente un altro lavoratore, né salire su un edificio con una cupola (ovvero di quattro piani).
Vince chi posiziona per primo uno dei propri lavoratori sul terzo piano di un edificio o chi per primo riduce l'avversario all'impossibilità di disporre di mosse legali; non è pertanto prevista la patta.